# Сенин, Иван Семёнович
Иван Семенович Сенин (1903—1981) — советский партийный и государственный деятель.

## Биография
Родился 13 (26) декабря 1903 г. в посёлке Петровского рудника Екатеринославской губернии в семье шахтера.
По окончании рудничной школы в 1917 г. поступил на шахту № 19 Рутченковского рудника, где в течение 4 лет работал лампоносом, плитовым, коногоном. В 1920 году Иван Сенин вступил в ряды Коммунистической партии, в 1921 г. он был избран секретарем комитета комсомола поселка Рутченково.
Осенью 1922 г. партийная организация направила Ивана Сенина на рабфак при Донецком техникуме имени Артема. Там он учился в одной группе вместе с Н.С.Хрущевым, с которым сохранил хорошие дружественные отношения. По окончании рабфака (1925 г.) Иван Семенович поступил в Киевский политехнический институт на химический факультет и закончил его в 1930 г., после чего поступил в аспирантуру. В 1932—1933 гг. стажировался в Колумбийском университете (США).
В 1932—1939 годах — главный инженер завода «Червоний гумовик» (рус. «Красный резиновик») г. Киев, директор завода «Укркабель». В 1938—1939 годах — заместитель народного комиссара лёгкой промышленности УССР.
В 1939—1940 годах — нарком лёгкой промышленности УССР, в 1940—1942 годах — заместитель председателя Совета Народных Комиссаров Украинской ССР.
После начала Великой Отечественной войны Иван Сенин руководил оперативной группой Юго-Западного фронта, с декабря 1942 года — заведующий сектором Управления кадров ЦК ВКП(б).
В 1943—1953 годах — заместитель председателя Совета народных комиссаров УССР. С мая по сентябрь 1953 года — министр местной и топливной промышленности Украинской ССР.
26 июня 1945 года вместе с Дмитрием Мануильским и Александром Палладиным принял участие в церемонии подписания Устава ООН.
В 1953—1965 годах — 1-й заместитель председателя Совета Министров Украинской ССР, в 1957—1959 годах по совместительству председатель Госплана УССР. Иван Семенович Сенин вместе с секретарем ЦК УССР Ольгой Ильиничной Иващенко был одним из двух членов октябрьского пленума ЦК КПСС 1964 года, которые высказались в поддержку Н. С. Хрущева.
С апреля 1965 года — пенсионер.
Кандидат в члены ЦК КПСС (1956—1961), член ЦК КПСС (1961—1966).
Умер в июле 1981 года, похоронен на Байковом кладбище в Киеве.

## Семья
Сын, М. И. Сенин, по профессии архитектор, проходил в 1974 по делу Сергея Параджанова в качестве потерпевшего. Окончил жизнь самоубийством.

## Награды
- 4 ордена Ленина (в том числе 14.09.1945; 23.01.1948; 26.02.1958; 25.12.1963)
- орден Трудового Красного Знамени (1940)
- медали